# Ben Sijes
Ben Sijes (Amsterdam, 12 januari 1908 – Amsterdam, 12 juli 1981) was een Nederlands historicus, hoogleraar en radencommunist. Hij was decennialang een van de belangrijkste medewerkers van het Nederlandse Rijksinstituut voor Oorlogsdocumentatie en publiceerde uitvoerig over onder meer de Februaristaking, de gedwongen arbeid van Nederlanders in nazi-Duitsland en de vervolging van zigeuners in Nederland tijdens de Tweede Wereldoorlog.

## Levensloop
Sijes kwam uit een gezin van arme Joodse arbeiders. Zijn vader was sigarenmaker in de Nieuwe Kerkstraat, zijn moeder kwam uit een familie van diamantslijpers. Uit dit huwelijk werden twee kinderen geboren: Ben en een jongere zus.
Net als veel andere jongeren uit dezelfde buurt van Amsterdam groeide Sijes op in een 'rode' cultuur, waarin het lidmaatschap van de SDAP vanzelfsprekend was. Het was naar eigen zeggen echter niet de SDAP als partij die Sijes in zijn politieke ontwikkeling vormde. Veel meer indruk maakten de vergaderingen van groepen arbeiders, die fel een kwestie bespraken maar uiteindelijk altijd weer eensgezind uit elkaar gingen. Bij straatdebatten in het begin van de jaren 30, zoals in de Sarphatistraat en op het Amstelveld, roerde zich de linkse oppositie, die zich losmaakte van de SDAP. Sijes sympathiseerde met deze stroming, maar sloot zich er niet bij aan. Hij kwam al snel terecht bij de GIC, een groepering van radencommunisten, waarvan Anton Pannekoek, Jan Appel en Henk Canne Meijer de opvallende figuren waren.
Sijes trouwde in 1938 met Greetje van der Hulst. Zij was een meisje uit een niet-joods, volledig op de SDAP gericht gezin. Om voor hun inkomen te zorgen ging hij werken als metaalarbeider. Dat was hij nog steeds toen in mei 1940 de Duitsers Nederland bezetten. Als elektrisch lasser maakte hij de Februaristaking van 1941 van dichtbij mee. Wat hij in zijn studie schrijft over hoe groepen stakende arbeiders zich vanuit Amsterdam-Noord via de IJ-pont over de stad verspreidden, heeft hij waarschijnlijk zelf meegemaakt. Eind 1942-begin 1943 moest Sijes onderduiken, een tijd die hij grotendeels met zelfstudie vulde.

## Werk
Na de bevrijding vond Sijes meteen een betrekking bij het Rijksbureau voor Oorlogsdocumentatie, dat al in oorlogstijd was voorbereid door prof. dr. N.W. Posthumus, de oprichter van het IISG. Sijes begon hier aan zijn studie over de Februaristaking. Dit werk werd in 1954 bij zijn verschijnen fel aangevallen van de kant van de Communistische Partij Nederland, omdat aanspraken van leidinggevenden van die partij op het georganiseerde initiatief tot die staking, met name die van CPN-voorman Paul de Groot, door Sijes werden weerlegd. Als Sijes' hoofdwerk mag echter beschouwd worden zijn studie over de Arbeidsinzet, waarvan enkele honderdduizenden Nederlandse arbeiders rechtstreeks de gevolgen hadden ondervonden. Het aantal arbeiders dat daarbij het leven inschoot wordt door Sijes geschat op 8500.
Het werk aan de studie over de Arbeidsinzet moest enkele jaren op voltooiing wachten, omdat studies over de Jodenvervolging prioriteit kregen. Voor 'Oorlogsdocumentatie' schreef Sijes in 1960 een achtergrondstudie over Adolf Eichmann, welke studie door de Israëlische aanklager in het Eichmann-proces met vrucht werd gebruikt. Direct in het verlengde van zijn Eichmann-studie (een studie die niet minder over de medeplichtigen in diens omgeving ging) trad Sijes op als getuige-deskundige in het proces tegen Erich Rajakowitsch. Rajakowitsch bestierde naast Wilhelm Zoepf (ook bekend als Willy Zöpf), de voor de deportaties van de Joden verantwoordelijke Duitse 'Referent' in het bezette Nederland, een tijdlang het Sonderreferat IV B 4 voor 'Joodse Zaken'. Als gevolg van Sijes' getuigenis werd Rajakowitsch veroordeeld tot twee en een half jaar gevangenisstraf. Dat was kort, maar in het Wenen van 1965 een belangrijke overwinning voor de aanklager.
Van 1970 tot 1973 was hij als bijzonder hoogleraar verbonden aan de Rijksuniversiteit in Leiden.

## Dood
In 1980 werd kanker geconstateerd, waaraan Sijes na een jaar overleed. Hij werd begraven op Zorgvlied. Op de begrafenis werd gesproken door zijn twee zonen en door Loe de Jong, Simon Speijer en Simon Wiesenthal.

## Belangrijkste werken
- De razzia van Rotterdam, 10-11 november 1944 (1951)
- De Februaristaking, 25-26 februari 1941 (eerste druk 1954, meerdere herdrukken)
- De Arbeidsinzet: de gedwongen arbeid van Nederlanders in Duitsland (eerste druk 1966, later herdrukt)
- Studies over Jodenvervolging (1974)
- Vervolging van Zigeuners in Nederland 1940-1945 (1979)